# 原盖龟科
原蓋龜科（Protostegidae），海龜中已絕滅的一個科，曾生活於中生代。原蓋龜科包含曾存在過的大型海龜，如古巨龜Archelon，史上最巨大的海龜。正如大多海龜一樣，原蓋龜科的海龜身體扁平，肢體演化為鰭，像現今的棱皮龜，其龜殼沒有盾板，所以重量較輕及薄弱。

## 解剖

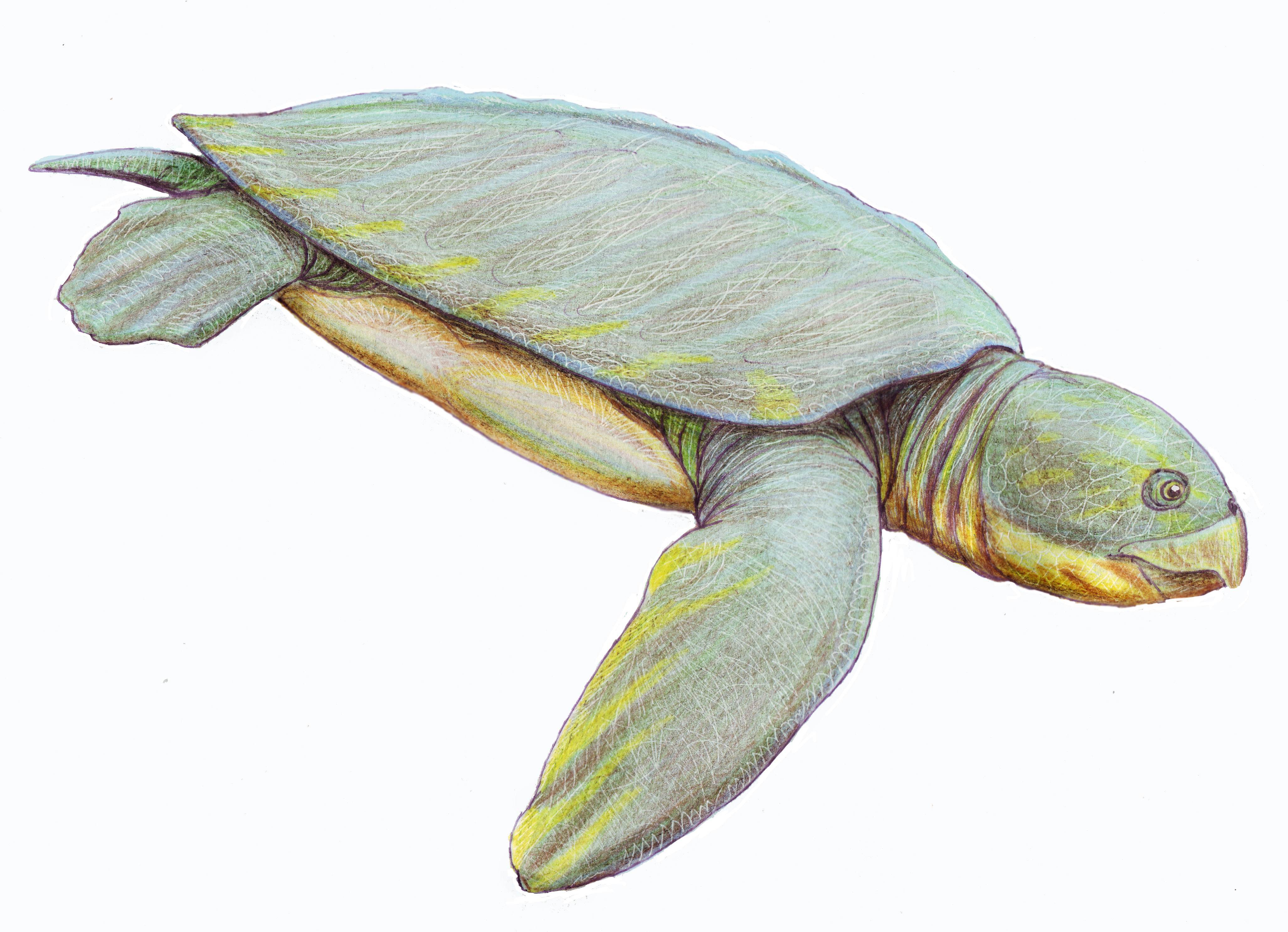
原蓋龜（Protostega）

正如最早期的海龜，原蓋龜科的龜的生理結構奠定了後來海龜的生理結構。原蓋龜科的龜身體中間凹陷，並帶有四肢，短尾，大頭和短頸。好像其他海龜，其前肢演化為槳般的鰭，十分適應在廣闊大海中生存。和其仍然生存的近親棱皮龜相似，原蓋龜科的龜的甲殼較小。有些種類的骨骼還會從其肋向外伸包裹龜身而代替完整的龜殼。像現代的海龜，原蓋龜科的龜的嘴很鋒利，如鳥喙。原蓋龜科的其中一個定義就是那不太勻稱的大頭。特別的是，古巨龜Archelon下的一些品種的頭部可長達1米。另外，原蓋龜科的龜的胸甲一定程度上都有縮小。

## 生態
儘管原蓋龜科的全部物種已絕滅，但通過對其成員的古生態研究已查明原蓋龜科的生態角色。通過對其器官化石的分析表明其胃裡有貝類化石。有猜想說當時這些龜會被大型肉食動物捕食，因為在化石中找到當時鼠鯊的牙齒痕。已發現Protostega gigas的兩個品種都有來自大型鯊魚的牙齒痕。 另外，至少在一具原蓋龜Protostega骨骼中發現已滅絕的白堊刺甲鯊Cretoxyrhina mantelli的牙齒嵌在其骨頭上。

## 進化史

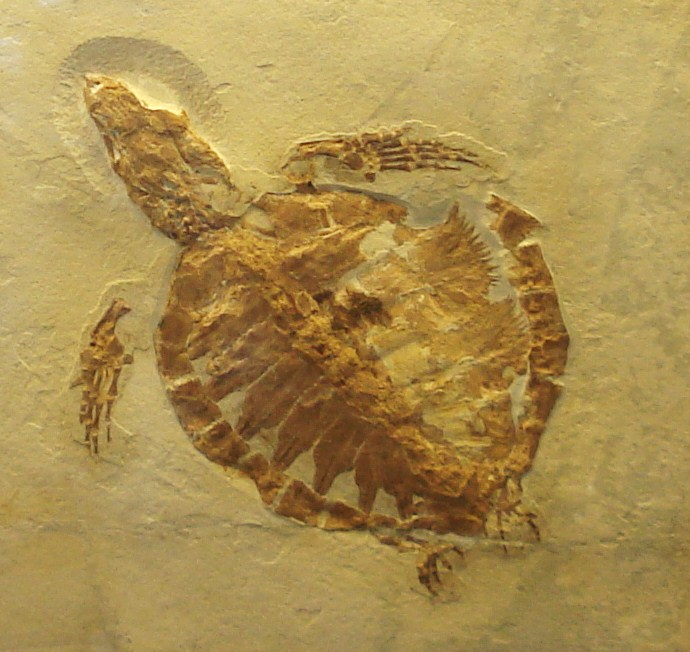
Rhinochelys nammourensis

原蓋龜科中最最早出現的是Santanachelys gaffneyi，1998年在巴西發掘到這種龜的化石。這個物種首次出現是在白堊紀早期。作為一種早期的海龜，Santanachelys的身體構造與今天見到的海龜有點不同，例如在其手部仍可見其指，並有蹼相連。後期其親緣的龜的腳蹼完全融為一體，使之更便於游泳。作為中生代最大的動物群，原蓋龜科Protostegidae在白堊紀-第三紀滅絕事件中絕滅了，這起事件也導致恐龍的絕滅。通過種系發生學的分析，與原蓋龜科最親近且仍應健在的科為棱皮龜科，而且這兩者都是單系群。

## 分類史
1888年，比利時動物學家喬治·阿爾伯特·布朗熱在第九版大英百科全書中發表他個人的動物分類法。他將原蓋龜屬Protostega列於Sphargidae這個科下，其對上一級為Athecae亞目。一年多後，卡爾·阿爾弗雷德·馮·奇特爾將整個亞目降為曲頸龜亞目Cryptodira的一個科。
1994年，日本古生物學者平山廉根據支序分類學的分析提出將海龜總科細分為三個科，而原蓋龜科Protostegidae當時在物種分類中已有完整且正規的資料使之成為一個科，該科還包括許多已絕滅的物種，如古巨龜Archelon和先前未描述過的原蓋龜。而對於其他所有未分類的品種也於1998年得到發現，例如Santanachelys gaffneyi。在新物種被發現後，Santanachelys gaffneyi所屬的屬（Santanachelys）也列入到原蓋龜科中。後來經過分析，確定這個物種是原蓋龜科中最古老的。

## 拓展閱讀
- Lutz, Peter L.; John A. Musick. . CRC PRess. 1996: 432pp. ISBN 0849384222.
- Kazlev, M. Alan. . Palaeos Mesozoic. Palaeos. 2003-09-15  [2007-09-03]. （原始内容存档于2007-07-15）.
- Case, E. C. . Journal of Morphology. 1897, 14: 21–60. doi:10.1002/jmor.1050140103.
- Cope, Edward Drinker. . Proceedings of the Academy of Natural Sciences of Philadelphia. 1872: 422–433.
- Cope, Edward Drinker. . The American Naturalist. 1878, 12: 137. doi:10.1086/272052.
- Hay, O.P. . Field Columbian Museum, Publications, Zoological Series. 1895, 1: 57–62.
- Hay, O.P. . The American Naturalist. 1898, 32: 929–948. doi:10.1086/277069.
- Sternberg, C.H. . Transactions of the Kansas Academy of Science. 1905, 19: 123–128.
- Wieland, G. R. . American Journal of Science. 4. 1898, 5: 15–20. doi:10.2475/ajs.s4-5.25.15.
- Wieland, G. R. . Carnegie Museum, Memoirs. 1906, 2: 279–298.
- Wieland, G. R. . Carnegie Museum, Annals. 1906, 4: 8–14.
- Wieland, G. R. . American Journal of Science. 4. 1909, 27: 101–130. doi:10.2475/ajs.s4-27.158.101.
- Williston, S. W. . American Journal of Science. 4. 1902, 13: 276–278. doi:10.2475/ajs.s4-13.76.276.